# A magyar jégkorong-válogatott mérkőzései 1998-ban
1998-ban a magyar jégkorong-válogatott a hazai rendezésű C. csoportos világbajnokságon valamennyi mérkőzését megnyerve végzett az élen.

## Eredmények
Világbajnokság C. csoport
| 539. mérkőzés 1998. március 22. | Magyarország                                  | 7 – 1           | Kína | Budapest? Nézőszám: 4500 Játékvezetők: Zajcev |
| 539. mérkőzés 1998. március 22. | Kangyal Ocskay Zalavári Simon Ancsin J Sándor | (2:1, 3:0, 2:0) | ?    | Budapest? Nézőszám: 4500 Játékvezetők: Zajcev |

Világbajnokság C. csoport
| 540. mérkőzés 1998. március 23. | Magyarország                          | 6 – 1           | Spanyolország | Dunaújváros Nézőszám: 3500 Játékvezetők: Kurmann |
| 540. mérkőzés 1998. március 23. | Ocskay Palkovics Dobos Erdősi Ladányi | (2:0, 3:0, 1:1) | Lahoz         | Dunaújváros Nézőszám: 3500 Játékvezetők: Kurmann |

Világbajnokság C. csoport
| 541. mérkőzés 1998. március 25. | Magyarország                                 | 6 – 0           | Dél-Korea | Székesfehérvár Játékvezetők: Ryhed |
| 541. mérkőzés 1998. március 25. | Palkovics Dobos Tokaji Ancsin J Ladányi Orsó | (2:0, 3:0, 1:1) |           | Székesfehérvár Játékvezetők: Ryhed |

Világbajnokság C. csoport
| 542. mérkőzés 1998. március 27. | Magyarország                                                  | 14 – 0          | Litvánia | Budapest, Budapest Sportcsarnok Nézőszám: 5000 Játékvezetők: Pahor |
| 542. mérkőzés 1998. március 27. | Palkovics Orsó Ladányi Ancsin J Sándor Dobos Horváth Tokaji ? | (4:0, 5:0, 5:0) |          | Budapest, Budapest Sportcsarnok Nézőszám: 5000 Játékvezetők: Pahor |

Világbajnokság C. csoport  Magyarország-Románia 3-2. YouTube
| 543. mérkőzés 1998. március 28. | Románia         | 2 – 3                         | Magyarország                     | Budapest, Budapest Sportcsarnok Nézőszám: 8000 Játékvezetők: Kurmann |
| 543. mérkőzés 1998. március 28. | Niculescu Csíki | (2:0, 0:3, 0:0) (Jegyzőkönyv) | Erdősi 22' Ancsin 33' Szélig 37' | Budapest, Budapest Sportcsarnok Nézőszám: 8000 Játékvezetők: Kurmann |

Barátságos mérkőzés
| 544. mérkőzés 1998. november 6. | Magyarország          | 3 – 1           | Hollandia | Dunaújváros Nézőszám: 1000 Játékvezetők: Bartha |
| 544. mérkőzés 1998. november 6. | Zalavári Erdősi Dobos | (1:1, 2:0, 0:0) | Loos      | Dunaújváros Nézőszám: 1000 Játékvezetők: Bartha |

Barátságos mérkőzés
| 545. mérkőzés 1998. november 7. | Magyarország            | 3 – 5           | Lengyelország                         | Dunaújváros Nézőszám: 1200 Játékvezetők: Bakker |
| 545. mérkőzés 1998. november 7. | Ocskay Erdősi Palkovics | (1:0, 1:2, 1:3) | Slabon Slusarczyk Smielowski Pajerski | Dunaújváros Nézőszám: 1200 Játékvezetők: Bakker |

Barátságos mérkőzés
| 546. mérkőzés 1998. november 8. | Magyarország                     | 4 – 1           | Dánia   | Dunaújváros Nézőszám: 800 Játékvezetők: Bartha |
| 546. mérkőzés 1998. november 8. | Palkovics Horváth Erdősi Ladányi | (1:0, 2:1, 1:0) | Thomsen | Dunaújváros Nézőszám: 800 Játékvezetők: Bartha |

## Külső hivatkozások
- A Magyar Jégkorong Szövetség hivatalos honlapja